# Friedrich Rosenkranz
Friedrich Christian Rosenkranz (Halle (Saale), 21 april 1818 – Heidelberg, 18 januari 1903) was een Duits componist, militaire kapelmeester en trombonist.

## Levensloop
Rosenkranz was trombonist en later militaire kapelmeester van de Kapel van het Infanterie-Regiment Prinz Louis Ferdinand von Preussen (2. Magdeburgisches) Nr. 27. Vanaf 1879 was hij dirigent van de civiele Kurkapelle Bad Nauheim. Hij bewerkte onder andere verschillende delen uit "'s kommt ein Vogerl geflogen"  - Ein deutsches Volkslied im Stile älterer und neuerer Meister van Siegfried Ochs (1858-1929) voor orkest. Eveneens was hij leraar voor trombone. Een van zijn leerlingen is Joseph Serafin Alschausky (1879-1948);.
Van zijn composities is tegenwoordig nog de ouverture Wallensteins Lager, voor harmonieorkest, bekend.